# Сосновка (Сільське поселення Чистопрудненське)
Сосновка (рос. Сосновка) — селище Нестеровського району, Калінінградської області Росії. Входить до складу Чистопрудненського сільського поселення.
Населення —  42 особи (2015 рік). 

## Населення
1. Н/Д[1]